# Sulaimanius
Sulaimanius — рід адапіформних приматів, що жили в Азії наприкінці раннього еоцену. Рід спочатку називався Sulaimania, але був перейменований у 2012 році оригінальними авторами, щоб використовувати чоловічу форму, Sulaimanius, щоб уникнути конфлікту з родом павуків.